# Mount Shinn

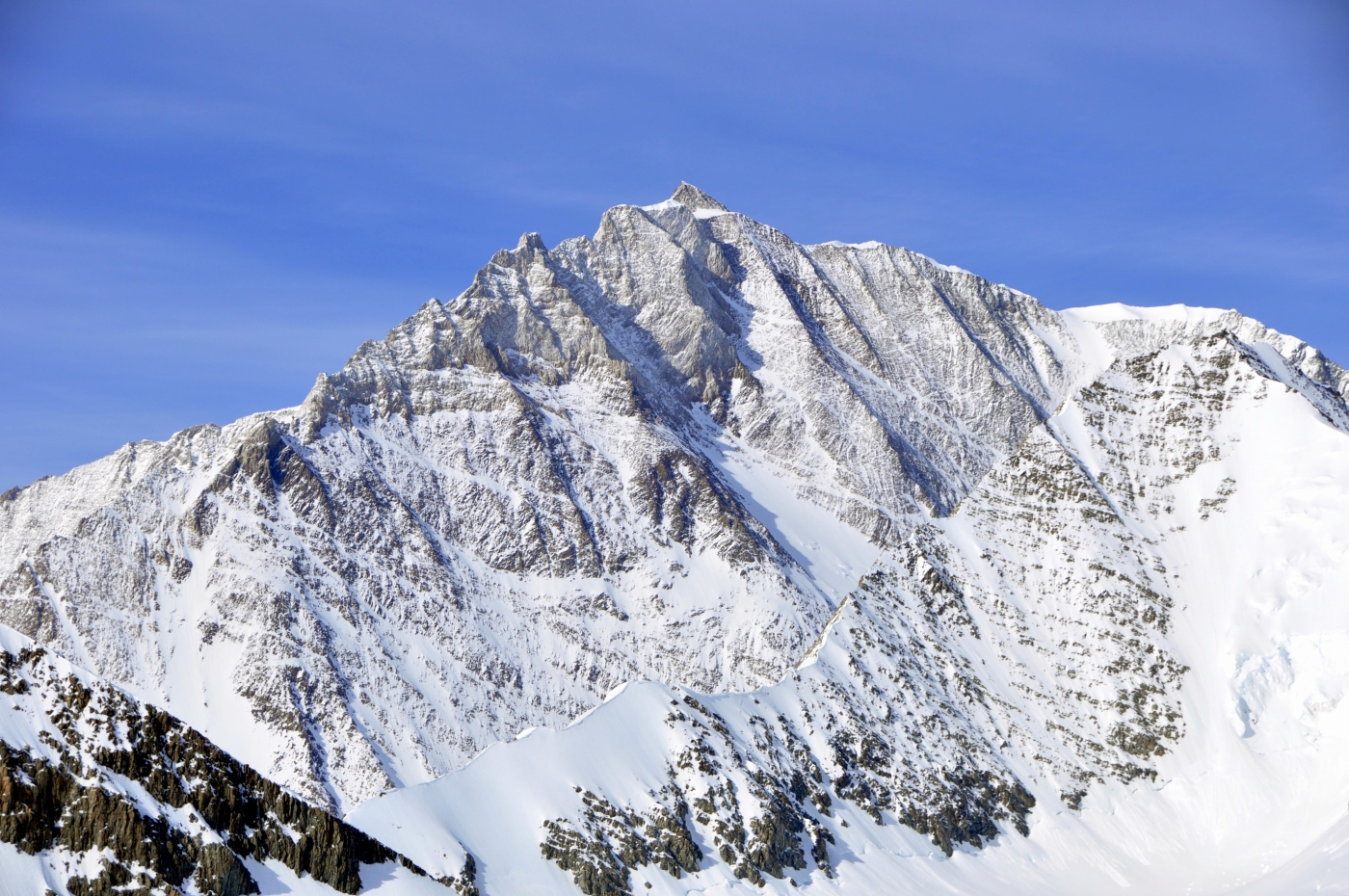
Mount Shinn från nordost.

Mount Shinn är ett över 4 661 meter högt berg som ligger (6 km) sydost om Mount Tyree i Sentinel Range, Ellsworth Mountains i Antarktis. Berget upptäcktes vid spaningsflygningar i januari 1958 under internationella geografiska året, och uppkallades av Advisory Committee on Antarctic Names (USA-ACAN) efter Örlogskapten Conrad S. (Gus) Shinn, som var pilot på några av dessa flygningar.